# Таданори, Ёкоо
Таданори Ёкоо (яп. 忠則 横尾, род. 1936, Нисиваки, префектура Хиого, Япония) — японский графический дизайнер и художник, один из наиболее известных художников современного искусства в Японии.
Начинал карьеру в ранние 1960-е годы как сотрудник газеты Кобэ Симбун и позднее вошёл в состав Nippon Design Center. Стал известен благодаря новаторскому стилю, включавшему в стилистику поп-арта национальные символы Японии, которые в то время считались архаичными и к которым в графическом дизайне не обращались. Автор афиш к театральным постановкам Тацуми Хидзикаты, национальных японских театров, в том числе Кабуки по пьесам Юкио Мисимы, к кинофильмам, к выступлениям The Beatles, Emerson, Lake & Palmer; автор обложек к альбомам Карлоса Сантаны и Майлса Дэвиса. Исполнил главную роль карманника в фильме Нагисы Осимы «Дневник вора из Синдзюку» (1969). Работал с писателем Юкио Мисимой, фотографом Эйко Хосоэ, композитором Итиянаги Тоси, актёрами и основателями авангардных театров Тэраямой Сюдзи, Тацуми Хидзикатой и Дзюро Кара.
В 1972 году состоялась персональная выставка Таданори Ёкоо в Музее современного искусства в Нью-Йорке.
В 1970-е годы после тяжёлой автомобильной аварии увлёкся мистицизмом, НЛО и индуизмом. В 1981 году, увидев ретроспективную выставку Пабло Пикассо в Музее современного искусства в Нью-Йорке, издал «манифест художника» и оставил коммерческий графический дизайн ради живописи.
Живописные произведения художника различны по тематическому и стилистическому содержанию и испытывают влияние сюрреализма, символизма и примитивизма. С 2012 года в городе Кобе работает Музей современного искусства Ёкоо Таданори, открытый в отремонтированном крыле Префектурного музея искусств Хиого, на родине художника.
В 2012 году одна работа Таданори Ёкоо была представлена на выставке современного японского искусства «Двойная перспектива» в Московском музее современного искусства.